# درمان با سلول‌های بنیادی

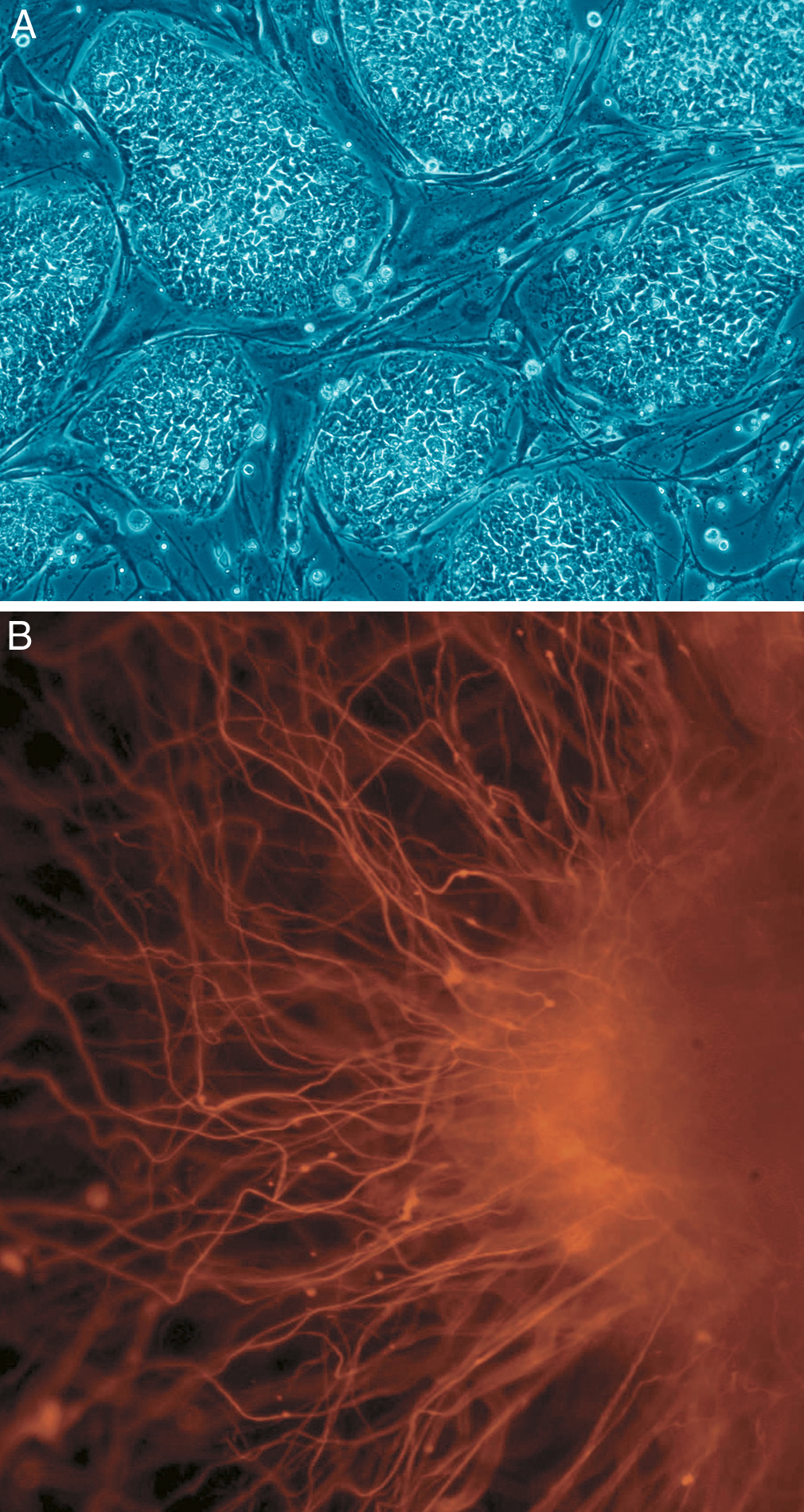
یاخته‌های بنیادی انسانی (بالا) و یاخته‌های عصبی از نظر آزمایشگاهی

بُن‌یاخته‌درمانی (به انگلیسی: stem-cell therapy)، بهره‌وری از یاخته‌های بنیادی برای درمان یا جلوگیری از بیماری یا شرایط است. درمان عصب چشم خشک شده با یاخته‌های بنیادی برای اولین بار در بیروت لبنان انجام شد. این عمل ۵ ساعت و ۱۵ دقیقه به درازا کشید .
پیوند مغز استخوان متداول‌ترین بن‌یاخته‌درمانی است، اما برخی از روش‌های درمانی حاصل از خون بند ناف نیز در حال استفاده هستند. پژوهش‌ها برای توسعۀ ایجاد منابع مختلف یاخته‌های بنیادی و همچنین بن‌یاخته‌درمانی برای بیماری‌ها و شرایط عصبی مانند دیابت و بیماری‌های قلبی و غیره در انجام است.
پس از تحولاتی مانند توانایی دانشمندان در جداسازی و کشت یاخته‌های بنیادی رویانی، ایجاد یاخته‌های بنیادی با استفاده از انتقال هسته یاخته‌های پیکری و استفاده از آنها از روش‌های ایجاد یاخته‌های بنیادی پرتوان سرچشمه‌گرفته از یاخته‌های بنیادی، بحث‌برانگیز شده‌است. این اختلاف نظر اغلب مربوط به سیاست سقط جنین و همسانه‌سازی انسان است. علاوه بر این، تلاش برای بازاریابی مبتنی بر پیوند خون بند ناف ذخیره شده بحث‌برانگیز بوده‌است.

## کاربردهای پزشکی
بیش از ۳۰ سال است که از مغز استخوان برای درمان مبتلایان به سرطان با شرایطی مانند سرطان خون و لنفوم استفاده می‌شود. این تنها نوع یاخته‌درمانی است که به‌طور گسترده‌ای مورد استفاده قرار می‌گیرد.
در طول شیمی‌درمانی، بیشتر یاخته‌های در حال رشد توسط عامل‌های سمیت یاخته‌ای کشته می‌شوند. با این وجود، این عامل‌ها نمی‌توانند میان لوسمی یا یاخته‌های نئوپلاستیک و یاخته‌های بنیادی خونساز در مغز استخوان تفاوت قائل شوند. این اثر جانبی شیمی‌درمانی‌های معمولی است که پیوند یاخته‌های بنیادی سعی در معکوس کردن دارد. مغز استخوان سالم دهندۀ یاخته‌های بنیادی عملکردی را جایگزین یاخته‌های از دست رفته در بدن میزبان در طول درمان می‌کند. یاخته‌های پیوند شده همچنین پاسخ ایمنی ایجاد می‌کنند که به از بین بردن یاخته‌های سرطانی کمک می‌کند. این روند می‌تواند خیلی زیاد پیش رود، اما منجر به پیوند در مقابل بیماری میزبان، جدی‌ترین عارضۀ جانبی این درمان می‌شود.

## پژوهش

بیماری‌ها و شرایطی که با بن‌یاخته‌درمانی نویدبخش است یا در حال پیدایش است.

یاخته‌های بنیادی به دلیل‌های بسیاری مطالعه می‌شوند. همچنین مولکول‌ها و اگزوزوم‌های آزاد شده از یاخته‌های بنیادی برای تهیۀ داروها مورد مطالعه قرار می‌گیرند.
علاوه بر کارکرد یاخته‌های خود، فاکتورهای محلول در پاراکرین تولید شده توسط یاخته‌های بنیادی، معروف به ترشح یاخته‌های بنیادی، سازوکار دیگری است
روشهای درمانی مبتنی بر یاخته‌های بنیادی اثرات خود را در بیماریهای دژنراتیو، ایمنی بدن و بیماری‌های التهابی با واسطۀ دستگاه ایمنی می‌گذارد.

### کاربردها

#### فروپاشی عصبی
پژوهش‌ها در مورد اثر یاخته‌های بنیادی بر روی مدل‌های جانوری تخریب مغز مانند پارکینسون، اسکلروز جانبی آمیوتروفیک و آلزایمر انجام شده‌است.
مطالعات آغازین در مورد ام‌اس انجام شده‌است.

#### آسیب مغزی و نخاعی
سکتۀ مغزی و آسیب‌دیدگی مغزی منجر به مرگ یاخته می‌شود که با از بین رفتن نورون‌ها و الیگودندروسیت‌ها در مغز مشخص می‌شود. مطالعات بالینی و جانوری در مورد استفاده از یاخته‌های بنیادی در موارد آسیب نخاعی انجام شده‌است.

#### قلب
یاخته‌های بنیادی در مبتلایان به بیماری قلبی شدید مورد مطالعه قرار می‌گیرند. اثر بوودو-اکهارد استراوئر با شناسایی صدها تناقض واقعی، بی‌اعتبار شد. در میان چندین کارآزمایی بالینی که نشان می‌دهد بن‌یاخته‌درمانی بزرگسالان ایمن و کارآمد است، شواهد واقعی از فواید فقط از چند مطالعه گزارش شده‌است. برخی از کارآزمایی‌های بالینی اولیه تنها پس از استفاده از بن‌یاخته‌درمانی مغز استخوان پیشرفت‌های اندکی در کارکرد قلب داشته‌اند.

## تغذیۀ یاخته‌های بنیادی
دکتر آلن سی. سامرسال (Allan Calvin Somersall) نویسندۀ کتاب قدرت شگفت‌انگیز تغذیۀ یاخته‌های بنیادی مقوله‌ای به نام تغذیۀ یاخته‌های بنیادی را مورد بحث قرار می‌دهد که منظور از آن؛ استفاده از مواهب طبیعی برای افزایش تعداد و عملکرد یاخته‌های بنیادی است.  همۀ افراد تقریباً می‌دانند که تغذیه و مکمل‌ها می‌توانند نقش اساسی در انقلاب یاخته‌های بنیادی داشته باشند. این انقلاب معمولاً از طرف افرادی که تمام تمرکزشان پیشگیری، حفظ سلامت و تندرستی است، مطرح می‌شود. امروزه می‌دانیم که یاخته‌های بنیادی به طور مداوم مغز استخوان را ترک می‌کنند، در گردش خون حرکت کرده و به بافت‌های نیازمند مهاجرت می‌کنند و در آن جا تکثیر می‌شوند و تمایز می‌یابند تا به یاخته‌های ویژۀ آن بافت تبدیل شوند. این روند، سامانۀ طبیعی بازسازی بدن را تشکیل می‌دهد.